# Пристенське
При́стенське — один з об'єктів природно-заповідного фонду Донецької області, ботанічний заказник місцевого значення.

## Розташування
Розташований в Амвросіївському районі Донецької області, в долині річки Кринка.

## Історія
Статус заказника присвоєно рішенням облвиконкому № 9 від 10 січня 1979 года.

## Загальна характеристика
Територія заказника — це рукотворне лісове урочище. Площа — 250 га. У заказнику під охорону взято лікарські трави, які ростуть у лісі і на його узліссях.

## Рослинний світ
Флористичний список заказника становить 436 видів рослин. Вони є типовими для Донецького кряжа рослинами на крейдяних відкладеннях.
На території заказника зростають материнка звичайна, звіробій, цмин піщаний, пижмо, валеріана. Заказник створювався з метою збереження материнки звичайної. На території заказника росте 16 видів рослин, занесених до Червоної книги України — волошка Талієва, півонія тонколиста, півонія волосиста, півонія українська, два виду тюльпанів, еремус красивий. 1 вид входить до списку Бернської конвенції про охорону дикої флори та фауни і природних середовищ існування в Європі, 4 — до Червоного Списку Міжнародного Союзу Охорони Природи, 3 — до Європейського Червоного списку, 28 — до регіонального Червоного списку.
Із заказником працює державне підприємство «Амвросіївський лісгосп».